# Gospodin i gospođa Andrews
Dvostruki portret gospodina i gospođa Andrews je jedna od najslavnijih slika najvećeg engleskog portretista, Thomasa Gainsborougha (1727. – 88.), za kojega su portreti bili jedini neprestani izvor prihoda, iako je izvorno bio slikar pejzaža. Ovaj dvostruki portret koji će ostati u obitelji Andrews do 1960. godine, savršeno dokumentira stil mladog Gainsborougha, pod utjecajem djela Jacoba van Ruisdaela, velikog nizozemskog pejzažista iz 17. st., ali i naznake romantizma.
Ovo njegovo rano djelo posjeduje određenu lirsku dražesnost i lakoću prozračne sentimentalnosti, kvaliteta koje su jako cijenili njegovi bogati sponzori i kolekcionari, a koje se ne mogu pronaći u njegovim kasnijim slikama. Robert Andrews i njegova žena Frances su prikazani u lijevom kraju dugog platna na kojemu dominira krajolik njihova posjeda kod Sudburyja u Suffolku, Gainsboroughova rodnog mjesta. Slika naime slavi dvogodišnicu njihova vjenčanja u studenome 1748. godine, čime su se ujedinila i njihova dva golema posjeda. Kao pejzažist Gainsborough je iskoristio slikanje ovog portreta kako bi prikazao njihovo golemo imanje, koje potvrđuje društveni položaj ovog para. Naime, za vladavine Đure II. Velika Britanija je već bila svjetska sila. Vladajuća klasa se obogatila zahvaljujući proizvodima sa svojih imanja (poput pšenice obitelji Andrews, koju je slikar istaknuo s nekoliko svježe požnjevenih snopova u desnom kutu slike), kolonijalnoj trgovini i financijskim špekulacijama. Niže ili seosko plemstvo je također imalo udjela u tom blagostanju i osjećalo se sigurnim zbog svojeg sve jačeg utjecaja u Parlamentu.
Kako je lov bio priviliegijom bogatih veleposjednika, gospodin Andrews, inače gorljiv agrikulturist, je naoružan puškom koja svjedoči o njegovom statusu seoskog viteza. Kao takav on se savršeno uklapa u krajolik, što se ne može reći za njegovu osamnaestogodišnju suprugu. Ona sjedi ukočeno, gleda blag neudobno i naočigled manje samouvjereno. U njezinom krilu se nalazi nedovršeni dio slike, u kojemu je navodno trebao biti naslikan fazan kojega je njezin muž upravo bio ustrijelio.
Smještaj portreta u krajolik, iako nagovješteni u djelima francuskih rokoko umjetnika kao što su Boucher i Fragonard, zapravo je izum engleskog slikara Francisa Haymana (1708. – 66.) kojega je Gainsborough upoznao tijekom studija u Londonu. Gainsborough je čak naslikao nekoliko pozadinskih pejzaža na nekim Haymanovim slikama, ali je ubrzo prevazišao svog učitelja. Za razliku od ranijih plemićkih portreta, likovi na Gainsboroughovim slikama se doimlju opušteni u ugodnom ozračju nepretencioznog domaćinskog krajolika. Pejzaž je zapravo posuđen od nizozemskog Ruisdaela i njegove slikarske škole, ali je otvoreniji, osunčaniji i dobroćudniji. Također, usputna nenamještena dražesnost figura podsjeća na Watteauov stil jer oni gotovo ne stoje na tlu, a odjeveni su u modernu odjeću. Kontrast oštrih linija na trorogom šeširu, udobnog kroja kaputa i uredno vezanog ovratnika oko dugogo vrata primjer su engleske otmjenosti s kojom se u ovom razdoblju natječe i francuski dvor. Nadalje, uza sve oznake društvenog položaja i bogatstva, crte lica su im istančane, no jasno izražene. Sama lica su izdužena, usta nasmiješena, a držanje suzdržano i pomalo nadmoćno.
Novina je snažan nagovještaj veze plemstva sa zemljom, veze koju su Englezi smatrali dijelom svog identiteta. Ta veza s prirodom je naposljetku postala temeljem engleskog pejzažnog slikarstva, a na koje je Gainsborough snažno utjecao svojim slikama. Može se reći kako ovaj način portretiranja predstavlja nove ideje prosvjetiteljstva, isticanje prirode i prirodnosti kao izvora dobrote i ljepote. Engleski slikari nisu prihvaćali ekstravaganciju i lakomislenosti koje su, tipične za rokoko, tada prevladavale u kontinentalnoj Europi, pokazujući veću sklonost za formalizam i naglašavanje tradicije, što je u Engleskoj i dovelo do ranog prihvaćanja klasicizma, koji će s nekim odlikama rokokoa brzo prerasti u svojevrstan oblik romantizma. Već ovaj dvostruki portret odiše ljubavlju prema prirodi u svoj njezinoj slobodi i ljepoti, što je tipično za engleski senzibilitet, ali i jedna od osnovnih odlika romantizma.

## Kompozicija
Dimenzije slike su u skladu sa zlatnim rezom, te se platno može podijeliti na dva kvadrata koji se međusobno preklapaju u sredini. Na prvi pogled, lijevi je kvadrat dvostruki pozitivni portret, a desni negativni (prazni) pejzaž, no skladnom uporabom boja i neprekidnošću oblika u pozadini obje slike se skladno stapaju u cjelinu. Pejzaž omogućuje umjetniku stvaranje perspektivne kompozicije bez potrebe za iskrivljavanjem. Dijagonalni raspored povezuje međusobno raznorazne važne elemente i usmjerava ih na neobičan smještaj žarišta u daljini. Dubina pejzaža na desnoj strani naglašava dva glavna lika na lijevoj, od kojih se Frances Andrews jače ističe punoćom blijedoplave suknje, što korespondira s oblikom oblaka u pozadini, ali i snopova pšenice u desnom kutu (koji simboliziraju plodnost, što je prikladno na portretu tek vjenčanog para). Simbolično je i naizgled hirovito, ali zapravo smisleno, isprepletanje i međusobno povezivanje korijenja drveta (simbola bračne dugovječnosti i čvrstoće), puške (simbola snage i društvenog položaja), psa (simbola bračne vjernosti) i nogu muškog lika.